# Финляндия на зимних Олимпийских играх 1972
На Зимних Олимпийских играх 1972 года Финляндию представляло 50 спортсменов (43 мужчины и 7 женщин), выступивших в 6 видах спорта. Они завоевали 4 серебряных и 1 бронзовую медали, что вывело финскую сборную на 15-е место в неофициальном командном зачёте.

## Медалисты
| Медаль  | Спортсмен                                               | Вид спорта       | Дисциплина        |
| ------- | ------------------------------------------------------- | ---------------- | ----------------- |
| Серебро | Хейкки Икола Маури Рёппянен Эско Сайра Юхани Суутаринен | Биатлон          | Мужчины, эстафета |
| Серебро | Марьятта Кайосмаа                                       | Лыжные гонки     | Женщины, 5 км     |
| Серебро | Марьятта Кайосмаа Хилькка Рийхивуори Хелена Такало      | Лыжные гонки     | Женщины, эстафета |
| Серебро | Рауно Миеттинен                                         | Лыжное двоеборье | Мужчины           |
| Бронза  | Марьятта Кайосмаа                                       | Лыжные гонки     | Женщины, 10 км    |